# Südwest (Zeitung)
Südwest war eine deutschsprachige Zeitung in Deutsch-Südwestafrika von 1910 bis 1915. Sie trug den Untertitel Unabhängige Zeitung für die Interessen des gesamten Schutzgebietes.

## Geschichte
Am 2. Dezember 1910 erschien die erste Ausgabe von Südwest durch Rudolph Kindt als Chefredakteur, Herausgeber und Verleger in Swakopmund in Deutsch-Südwestafrika, dem heutigen Namibia. Sie erschien zweimal wöchentlich und enthielt vor allem regionale Wirtschaftsnachrichten, die für weiße Farmer, Viehzüchter und weitere Unternehmer von Interesse waren, darunter auch offizielle Verlautbarungen, Eisenbahnfahrpläne, zahlreiche Anzeigen, sowie einen Fortsetzungsroman.
Die letzten Ausgaben sind von Mitte 1915 bekannt, als das Gebiet bereits unter britischer Kontrolle stand.